# Partito di Unità Proletaria per il Comunismo
Il Partito di Unità Proletaria per il Comunismo (PdUP per il Comunismo) è stato un partito politico italiano di sinistra radicale attivo dal 1974 al 1984, quando confluì nel Partito Comunista Italiano.

## Storia

### Il Pdup per il Comunismo (1974)
Il Partito di Unità Proletaria per il Comunismo si costituì nel luglio 1974 dall'unificazione del Partito di Unità Proletaria (PdUP) con il gruppo de il manifesto; alcuni mesi dopo aderì alla nuova formazione anche il Movimento autonomo degli studenti di Milano di Mario Capanna. Nella fase di unificazione emersero contrasti con la corrente leninista guidata dal palermitano Mario Mineo, che accusata di frazionismo, fu espulsa dal partito nel dicembre del 1975 .
Il Congresso di fondazione del PdUP per il comunismo si tenne a Bologna dal 29 gennaio al 1º febbraio 1976, con l'attestarsi di tre posizioni interne: quella maggioritaria (47,34%) del Manifesto di Rossana Rossanda e Lucio Magri (orientata ad un impegno critico ma unitario con il PCI e la CGIL), quella ex PSIUP (43,48%) di Miniati, Foa e Capanna (orientata verso le formazioni dell'estrema sinistra), e una terza (9,18%) di Luigi Pintor che si astenne nei voti diventando ago della bilancia nella vita del partito. Segretario del nuovo PdUP divenne Lucio Magri.
Nel Congresso di Firenze (luglio 1974), per la prima volta in Europa, grazie all'impegno del segretario della Commissione Internazionale, Mario Albano, furono presenti quasi tutti i rappresentanti dei movimenti di liberazione del Terzo Mondo.

### L'esperienza demoproletaria (1976)
Durante le elezioni politiche del 1976 tutta la nuova sinistra si presentò con il cartello elettorale di Democrazia Proletaria (DP). Inizialmente il PdUP per il comunismo fu contrario alla presenza di Lotta Continua nella nuova formazione, tuttavia accettò per non creare divisioni al suo interno al momento del voto. Nelle liste di DP furono eletti 6 deputati, tra cui 5 del PdUP per il comunismo (Lucio Magri, Eliseo Milani, Luciana Castellina e Vittorio Foa che, eletto in due circoscrizioni, rinunciò a favore di Silverio Corvisieri e di Mimmo Pinto) e uno, Massimo Gorla, di Avanguardia Operaia.

### Scissioni e aggregazioni (1977-1981)
Nel gennaio 1977 iniziò la separazione tra le due componenti del "PdUP per il comunismo" (il manifesto da una parte e gli ex-PSIUP-MPL, ovvero i PdUP dall'altra), a causa del fallimento di una strategia di governo comprendente tutte le sinistre: così il 20 febbraio il partito si divise in due tronconi: la maggioranza di Magri e Rossanda da un lato, e la "sinistra" (l'area di Foa e Miniati, le cosiddette Federazioni Unitarie e la corrente sindacale di Elio Giovannini, Antonio Lettieri e Gastone Sclavi). Le ultime tre componenti presero parte alla costituente di DP in partito.
La maggioranza magriana assorbì invece la minoranza di Avanguardia Operaia, legata ad Aurelio Campi, che poi nel Congresso di Viareggio (1978) si lacerò nuovamente per divergenze sul tema della solidarietà nazionale. Alle elezioni politiche italiane del 1979 intanto raggiunge 1,37% alla Camera e sei deputati.
Nel Congresso di Roma invece (1981) avvenne la confluenza con il gruppo del Movimento Lavoratori per il Socialismo (MLS), guidato da Luca Cafiero presente in tutto il territorio nazionale ma particolarmente radicato a Milano.
L'alleanza con il MLS aveva già consentito, due anni prima, il raggiungimento del quorum alle elezioni politiche, obiettivo fallito invece da DP, presentatasi con la sigla "Nuova Sinistra Unita".

### La confluenza nel PCI (1983-1991)
Nel 1983, in occasione delle elezioni politiche, e nel 1984, in vista di quelle europee, il PdUP per il Comunismo presentò liste comuni col PCI, partito che aveva sostenuto sempre più esplicitamente da quando il suo segretario, Enrico Berlinguer, aveva abbandonato il compromesso storico.
A fine marzo del 1984 si tenne a Milano nella sala della Provincia, il Congresso nazionale del PdUP per il comunismo nel quale Magri nella sua relazione iniziale dichiarava finito il compito del PdUP in quanto il PCI si era di nuovo spostato a sinistra.
La stragrande maggioranza degli interventi che seguirono convinsero Magri che il tempo della confluenza non era ancora maturo e che del PdUP per il Comunismo c'era ancora bisogno.
Il Congresso si concluse il 1º aprile 1984.
Il 25 novembre 1984 il partito, con l'accordo di Magri, Luciana Castellina e Cafiero, e dei più giovani parlamentari Vincenzo Vita e Luciano Pettinari, deliberò il proprio scioglimento e la confluenza nel PCI, concordata col nuovo segretario comunista Alessandro Natta. Tuttavia rifiutarono la decisione dirigenti come Ivano Di Cerbo, e soprattutto Lidia Menapace che fondò il Movimento Politico per l'Alternativa. Da ricordare come rifiutò la confluenza anche il segretario regionale della Liguria, Franco Astengo, in ragione dello scarso impegno del PCI sulla questione morale, esplosa in quella regione fin dall'inizio degli anni '80 con lo scandalo Teardo, dal Presidente della Regione Alberto Teardo inquisito e poi condannato per tangenti.
Il 30 novembre il Comitato Centrale e la Commissione centrale di controllo del PCI approvano all'unanimità la confluenza del PdUP per il Comunismo cooptando in Cc Magri, Cafiero, Vita, Pettinari e Castellina. Magri entra pure in Direzione, seppur con sette voti contrari e tre astensioni.
Quando nel 1991 iniziò la trasformazione, ad opera del segretario Achille Occhetto, del PCI in PDS, una parte significativa dell'ex-PdUP per il Comunismo si schierò con l'"area del No", ma solo successivamente aderì al neonato Partito della Rifondazione Comunista.

### Il ritorno del Pdup: il Movimento dei Comunisti Unitari (1995-1998)
Nel marzo 1995 Rifondazione Comunista decise di togliere la fiducia al Governo Dini, e l'area del partito costituita da quadri del vecchio PdUP per il Comunismo, guidata da Famiano Crucianelli e dall'ex-segretario del PRC Sergio Garavini, votò a favore del governo e nel giugno successivo effettuò una scissione per formare il Movimento dei Comunisti Unitari, che rimase nella maggioranza di centro-sinistra per poi aderire, nel febbraio 1998, ai DS.

## Risultati elettorali
| Elezione       | Elezione     | Voti                           | %                              | Seggi   |
| -------------- | ------------ | ------------------------------ | ------------------------------ | ------- |
| Politiche 1976 | Camera       | in Democrazia Proletaria       | in Democrazia Proletaria       | 5 / 630 |
| Politiche 1976 | Senato       | in Democrazia Proletaria       | in Democrazia Proletaria       | 0 / 315 |
| Politiche 1979 | Camera       | 502.247                        | 1,37                           | 6 / 630 |
| Politiche 1979 | Senato       | -                              | -                              | 0 / 315 |
| Europee 1979   | Europee 1979 | 406.656                        | 1,16                           | 1 / 81  |
| Politiche 1983 | Camera       | nel Partito Comunista Italiano | nel Partito Comunista Italiano | 6 / 630 |
| Politiche 1983 | Senato       | nel Partito Comunista Italiano | nel Partito Comunista Italiano | 1 / 315 |
| Europee 1984   | Europee 1984 | nel Partito Comunista Italiano | nel Partito Comunista Italiano | 1 / 81  |

## Congressi Nazionali
- Congresso Nazionale di fondazione del Pdup per il comunismo - Roma, 12-14 luglio 1974
- II Congresso Nazionale - Viareggio, 10-12 novembre 1978
- Congresso di unificazione col MLS - 29-31 maggio 1981
- IV Congresso Nazionale - Milano, 29 marzo-1º aprile 1984